# Edward Talbot (8e comte de Shrewsbury)
Edward Talbot, 8e comte de Shrewsbury, 8e comte de Waterford (baptisé le 25 février 1561 - 8 février 1617), est le frère cadet et l'héritier le plus proche de Gilbert Talbot (7e comte de Shrewsbury), auquel il succède en tant que comte de Shrewsbury et Lord High Intendant d'Irlande en 1616.

## Biographie
Il est né à Sheffield, fils de George Talbot (6e comte de Shrewsbury), du premier mariage de ce dernier avec Gertrude Manners, fille du premier comte de Rutland. Il entre au Magdalen College d'Oxford en 1579. Edward et son frère Henry Talbot (1563-1596) ont une audience avec la reine Elizabeth en novembre 1580.
Il sert deux fois en tant que chevalier de la Comté pour le Northumberland en 1584 et 1586. Il est juge de paix pour Northumberland à partir de 1592 et nommé shérif de Northumberland pour 1601 et 1609. Il est membre du Conseil du Nord de 1603 jusqu'à sa mort en 1618. Il meurt à Londres dans sa 57e année et est enterré à l'Abbaye de Westminster.
En 1583, il épouse Joane Ogle, la baronne Ogle, la fille de Cuthbert Ogle 7e baron Ogle. Aucun de leurs enfants ne lui a survécu et il est remplacé par son plus proche parent masculin, George Talbot de Grafton, qui devient le 9e comte. Cependant, certains des vastes domaines familiaux passent aux filles de son frère aîné et prédécesseur puis finalement aux ducs de Norfolk.